# إن إتش إل (سلسلة ألعاب فيديو)
إن إتش إل (بالإنجليزية: NHL) هي سلسلة ألعاب فيديو بمنافسة هوكي الجليد من تطوير إي أيه كندا ومن نشر إلكترونيك آرتس، اللعبة هي حاصلة على رخصة حقوق من دوري الهوكي الوطني، حيث تحتوي على جميع الفرق المنافسة في الدوري وعلى ملاعبها، كذلك حاصلة على رخصة اتحاد لاعبي دوري الهوكي الوطني لإستخدام أسمائهم وأشكالهم. أول لعبة أنتجت باسم إن إتش إل هوكي في سنة 1991 على أجهزة سيغا وثم طورت إلى أجهزة أخرى في الإصدارات التالية مثل بلاي ستيشن وإكس بوكس.